# Veinte peniques
Veinte peniques o 20p se refiere a una de las monedas utilizadas en Reino Unido así como en sus Dependencias Reales y en el Territorio Británico de Ultramar. Equivale a 0,20 £. Tiene un diámetro de 21,4 mm, un grosor de 1,7 mm y un peso de 5,0 g. Su borde es liso y tiene forma de un heptágono equilátero curvo. La composición actual de la moneda es de Cuproníquel (84% de cobre, 16% de níquel).

## Historia
A finales de la década de 1970 se hizo evidente que la nueva moneda decimal necesitaba un cambio. Después de una revisión de la moneda, se propuso la introducción de una pieza de veinte peniques (20p) que reduciría sustancialmente el peso de las monedas en el sistema al disminuir el número de monedas de diez peniques (10p) en uso.
Para ayudar a su identificación y evitar confusión con las monedas de tamaño similar, la moneda de veinte peniques (20p) es de siete lados al igual que la moneda de cincuenta peniques (50p), un heptágono equilátero curvo. La forma, con su diámetro de rodadura constante, significa que es fácilmente aceptable en las máquinas expendedoras.
La moneda de veinte peniques (20p) es de curso legal para cantidades de hasta 10 £.